# حبيبي المطلق
حبيبي المطلق هو مسلسل كوري جنوبي من بطولة يو جين غو،ميناه وهونغ جونغ هيون،عرض المسلسل على قناة إس بي إس تي في في 15 مايو حتى 11 يوليو 2019.

## روابط خارجية
- حبيبي المطلق على موقع IMDb (الإنجليزية)
- حبيبي المطلق على موقع نتفليكس (الإنجليزية)
- حبيبي المطلق على موقع كينوبويسك (الروسية)
- حبيبي المطلق على موقع قاعدة بيانات الفيلم (الإنجليزية)